# Chevrolet Trax
La Chevrolet Trax è un'autovettura di tipo SUV compatta prodotta dalla casa automobilistica statunitense Chevrolet a partire dal 2013.
In Australia, il veicolo è commercializzato sotto il marchio della Holden. In Russia e in Sud America, invece, è venduto con il nome Chevrolet Tracker.

## Storia
Il prototipo è stato svelato la prima volta nel 2012 al Salone dell'automobile di Parigi, mentre il modello finale fu mostrato nel 2013 al Salone dell'automobile di Detroit.
L'auto è stata messa in commercio tra il 2013 e i primi mesi del 2014 in Canada, Messico, Libano, Corea del Sud, Emirati Arabi Uniti ed Europa. In Australia venne commercializzata come Holden Trax, mentre in Russia e Sud America venne rinominata Chevrolet Tracker.
Nel tardo 2014 è stata messa in commercio anche in Cina, Indonesia e Filippine.
Nel 2016 al Salone dell'automobile di Detroit viene presentato un restyling e per l'occasione fa il suo debutto in Nord America.

### Motorizzazioni
La Chevrolet Trax è offerta con diverse motorizzazioni a seconda dei mercati. In America latina è disponibile soltanto con un motore 1.8 a benzina. In Canada e negli USA invece è disponibile soltanto con il motore 1.4 turbo a benzina. In Messico ed in Australia viene offerta sia con il motore 1.4 turbo a benzina che con il motore 1.8, mentre in Europa era possibile scegliere tra i motori 1.4 turbo e 1.6 a benzina ed il motore 1.7 diesel.
| Modello               | Disponibilità | Motore  | Cilindrata | Potenza         | Coppia Massima          | Emissioni CO2 (g/Km) |
| 1.4 I4 turbo (A14NET) | 2013 -        | Benzina | 1364       | 103 Kw (138 Cv) | 200 N·m (1850-4900 rpm) | 139 g/km             |
| 1.6 I4 (A16XER)       | 2013 -        | Benzina | 1598       | 85 Kw (113 Cv)  | 155 N·m (4000 rpm)      | 153 g/km             |
| 1.8 I4 (A18XER)       | 2013 -        | Benzina | 1796       | 103 Kw (138 Cv) | 175 N·m (3800 rpm)      | n.d                  |
| 1.7 I4 turbo (CDTI)   | 2013 -        | Diesel  | 1686       | 96 Kw (130 Cv)  | 300 N·m (2000-2500 rpm) | 120 g/km             |

## Seconda generazione (2023)

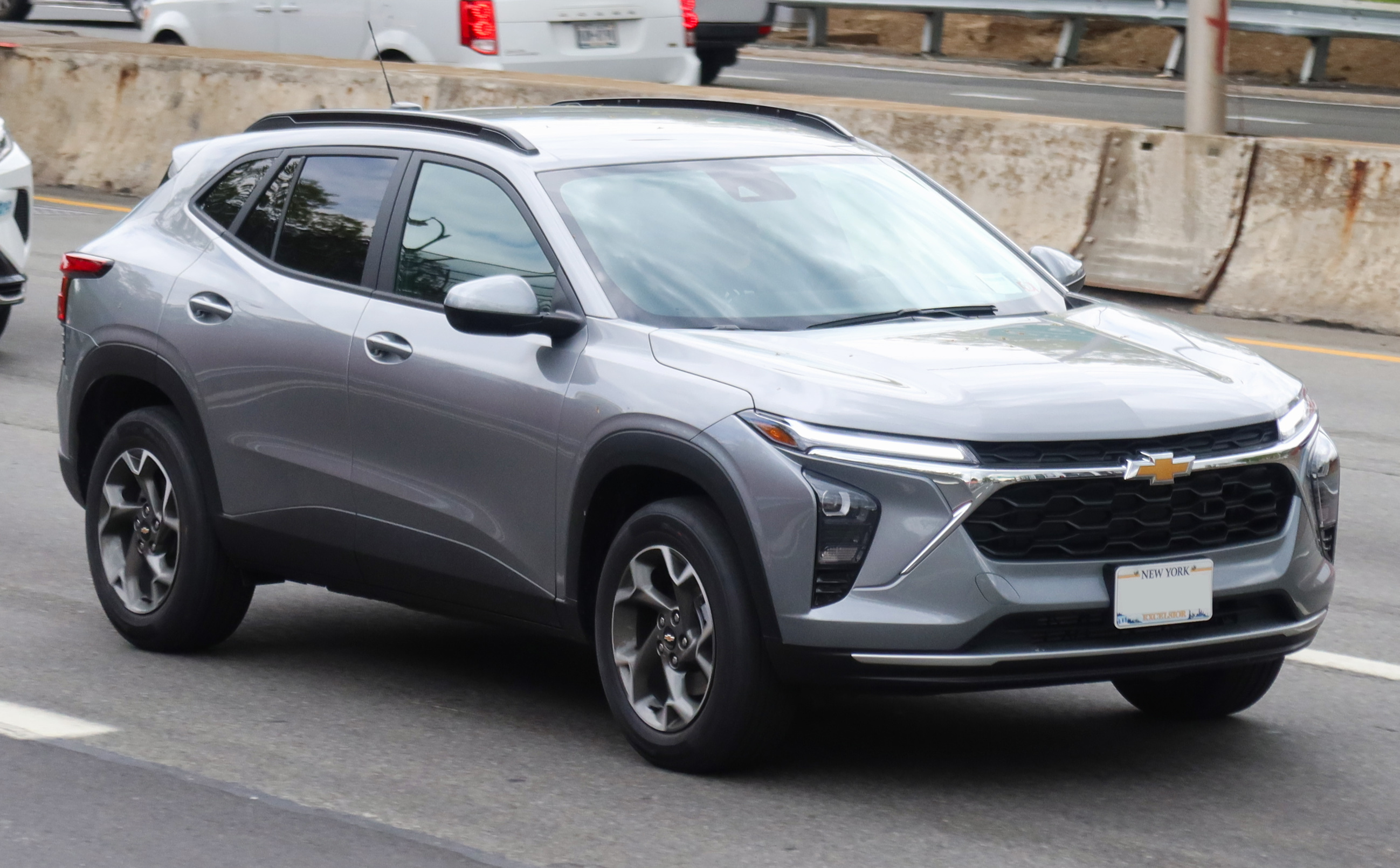
La Trax di 2ª gen.

La seconda generazione della Trax è stata presentata nell'ottobre 2022, con le vendite che inizieranno nel secondo trimestre del 2023 come modello 2024. È più grande del modello precedente con un'altezza inferiore. Pur essendo più grande del crossover Trailblazer, il Trax ha un prezzo inferiore. Chevrolet si aspetta un prezzo di transazione medio inferiore di $ 5.000 rispetto al Trailblazer.
Tutti i modelli sono alimentati da un motore a benzina a tre cilindri turbocompresso da 1,2 litri da 137 CV (102 kW) e (220 Nm; 22,4 kg⋅m).
La Trax di seconda generazione è disponibile solo con trazione anteriore.